# تيسير نصر الله
تيسير نصر الله (وُلد في 1 أغسطس 1961 في مخيم بلاطة) سياسي فلسطيني. وهو عضو المجلس الوطني الفلسطيني، والمجلس الثوري الفلسطيني، ومجلس حركة فتح الاستشاري وأسير فلسطيني سابق.
في 4 ديسمبر 2016 فازَ نصر الله بانتخابات المجلس الثوري الفلسطيني والتي عُقدت أثناء المؤتمر السابع لحركة فتح وصار عضوًا فيه.

## النشأة
وُلد تيسير محمد صالح نصر الله في مخيم بلاطة في 1 أغسطس 1961 لأسرة لجأت من قرية «قاقون» قضاء طولكرم دُمرت في حرب 1948. تلقى تعليمه المدرسي في المرحلتين الاساسية والابتدائية في مدارس الأونروا بالمخيم وأتم المرحلة الثانوية في مدارس مدينة نابلس. حصل على درجة البكالوريوس من جامعة النجاح الوطنية وكذلك الماجستير تخصص إدارة تربوية.
نصر الله متزوج وله بنتان وولدان.